# Black Panter
Black Panter var IK Panterns officiella supporterklubb och bildades i Malmö den 13 september 2005, och är numera den officiella supporterklubben till den ombildade föreningen.